# گتوانک
گتاوانک (ارمنی: Գտեվանք؛ انگلیسی: Gtevank) یک صومعه متعلق به کلیسای حواری ارمنی واقع در شهر کورتان، استان لوری ارمنستان می‌باشد. ساخت و ساز این ساختمان در سده ۶ام میلادی؛ به پایان رسید. این بنا به سبک معماری ارمنی طراحی شده است.

## نگارخانه

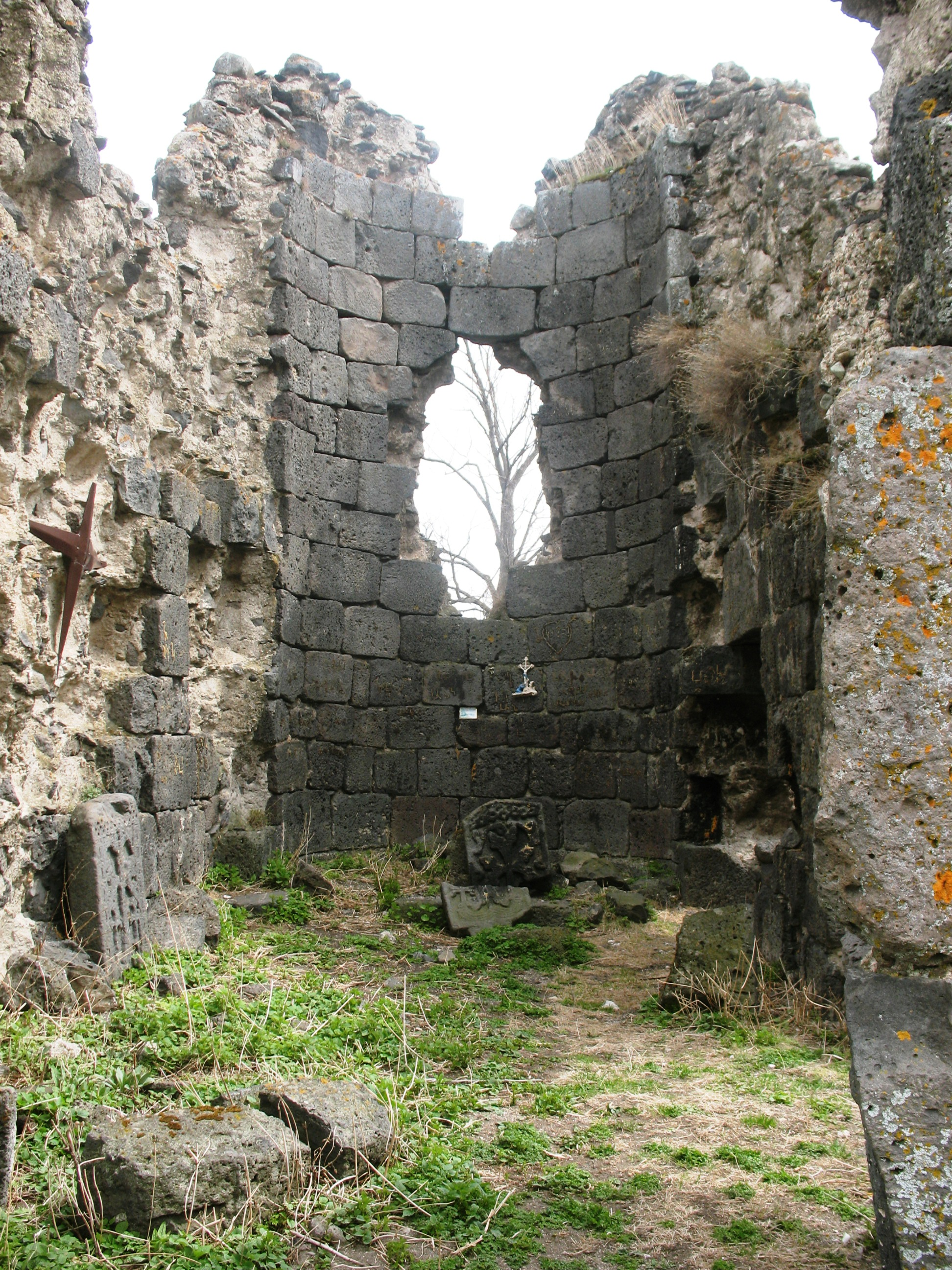
سالن کلیسای گتوانک (در حال حاضر)
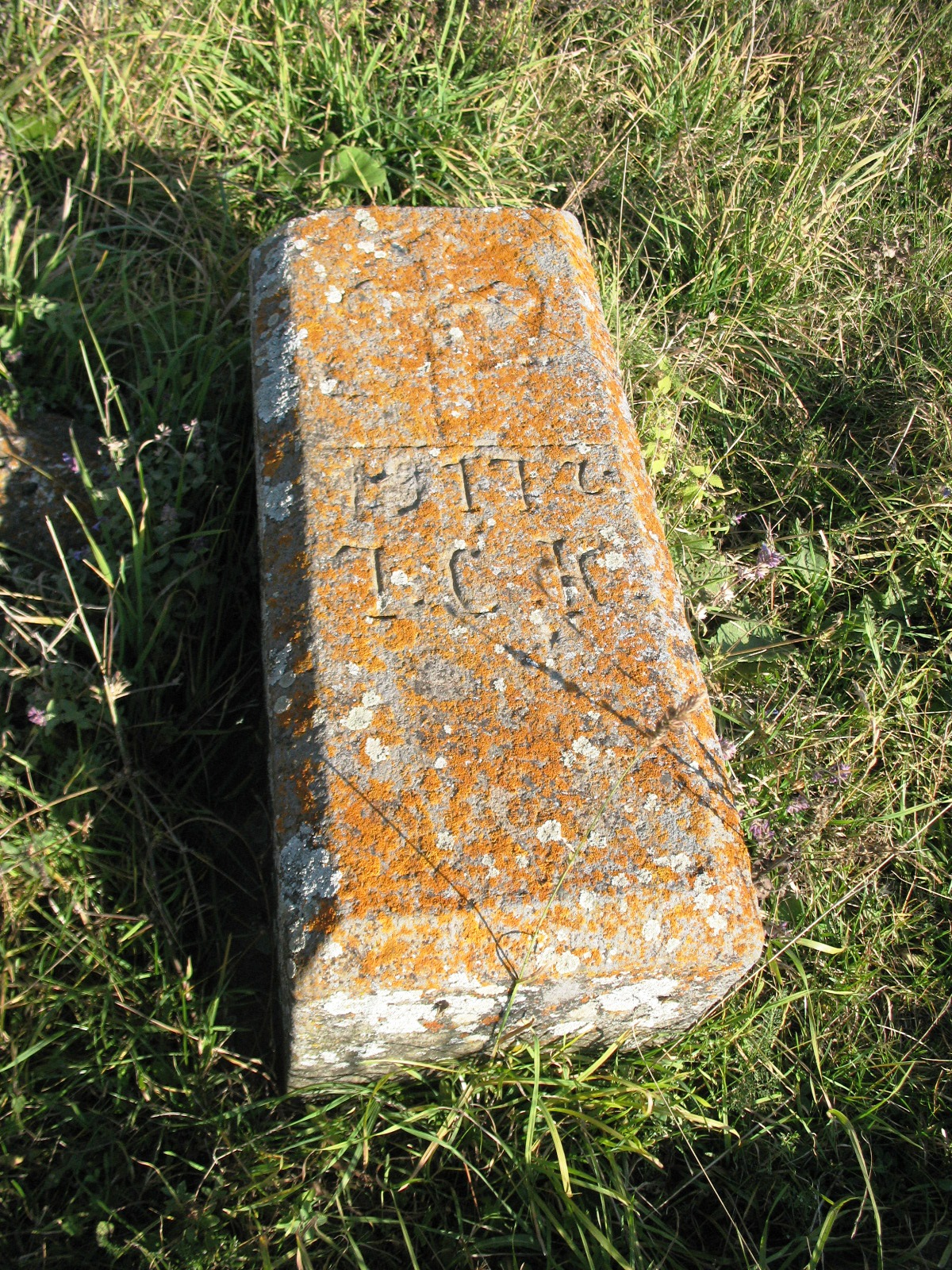
سنگ مزار در محوطه گتوانک